# وکالت

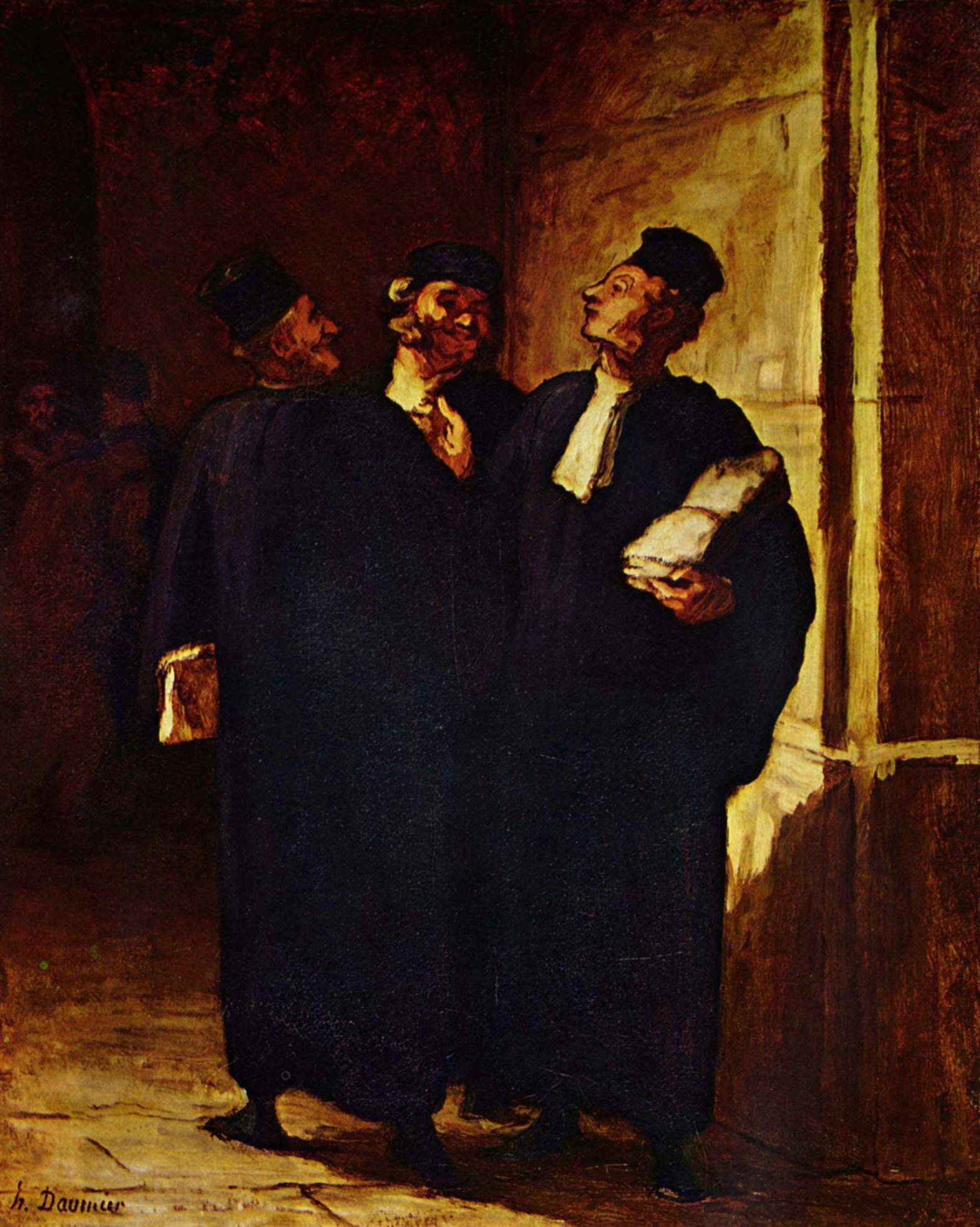
وکالت اثر اونوره دومیه

https://fa.m.wikipedia.org/wiki/%D9%85%D9%88%D8%B3%D8%B3%D9%87_%D8%AD%D9%82%D9%88%D9%82%DB%8C_%D9%85%D9%86%D8%AC%DB%8C_%D8%B5%D9%84%D8%AD در فقه و حقوق ایران عبارت از عقد جایزی است، که به موجب آن یکی از طرفین، طرف دیگر را برای انجام امری نایب (جانشین) خود قرار می‌دهد. وکالت دهنده را مُوَکِّل، و وکالت گیرنده را وکیل می‌نامند. وکالت در لغت به معنای واگذار کردن، اعتماد و تکیه کردن است.
طبق ماده ۶۵۶ قانون مدنی: وکالت عقدی است که به موجب آن یکی از طرفین طرف دیگر را برای انجام امری نایب خود می‌کند.
وکالت عقدی است جایز، یعنی هر کدام از طرفین هر وقت که بخواهد می‌تواند عقد را برهم بزند، وکیل استعفا دهد یا موکل وکیل را عزل کند.
عقد جایز به فوت، جنون و سفه هر کدام از طرفین نیز از بین می‌رود و منحل می‌شود.

## انحلال
وکالت به یکی از طرق زیر منحل می‌شود:
1. فوت و جنون و سفه وکیل یا موکل.
2. عزل وکیل به‌وسیله موکل[۱۰]
3. استعفای وکیل از سمت وکالت.
4. از بین رفتن متعلق وکالت[۱۱]

## وکالت در قانون مدنی یا نمایندگی قراردادی (agency)

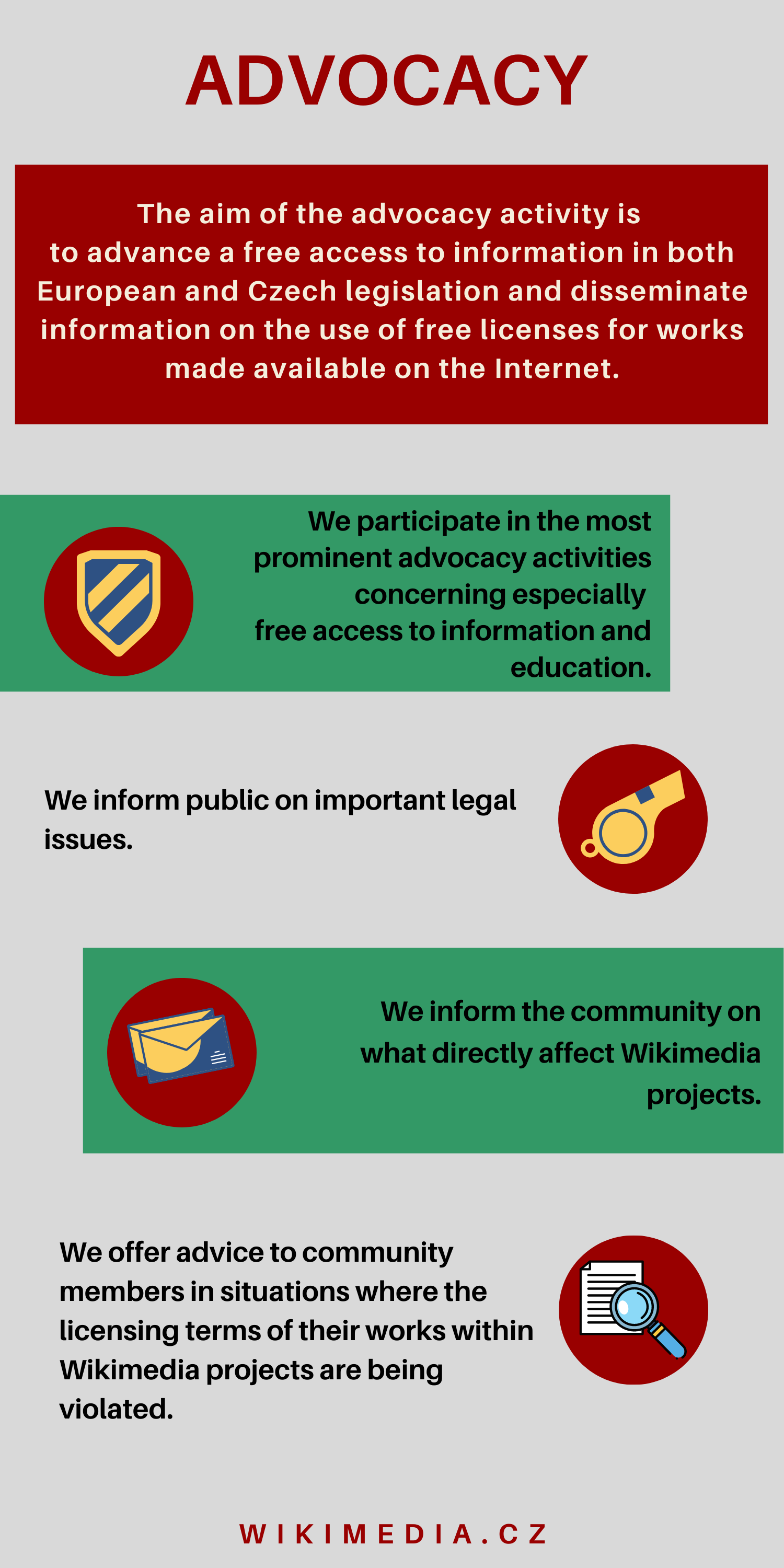
اینفوگرافی وکالت

فصل سیزدهم در وکالت 

### مبحث اول – در کلیات
- ماده ۶۵۶- وکالت عقدی است که به موجب آن یکی از طرفین طرف دیگر را برای انجام امری نایب خود می‌نماید.
- ماده ۶۵۷-تحقق وکالت منوط به قبول وکیل است.
- ماده ۶۵۸-وکالت ایجاباً و قبولاً به هر لفظ یا فعلی که دلالت بر آن کند واقع می‌شود.
- ماده ۶۵۹-وکالت ممکن است مجانی باشد یا با اجرت.
- ماده ۶۶۰-وکالت ممکن است به‌طور مطلق و برای تمام امور موکل باشد یا مقید و برای امر یا امور خاصی.
- ماده ۶۶۱-در صورتی که وکالت مطلق باشد فقط مربوط به اداره کردن اموال موکل خواهد بود.
- ماده ۶۶۲-وکالت باید در امری داده شود که خود موکل بتواند آن را به جا آورد. وکیل هم باید کسی باشد که برای انجام آن امر اهلیت داشته باشد.
- ماده ۶۶۳-وکیل نمی‌تواند عملی را که از حدود وکالت او خارج است انجام دهد.
- ماده ۶۶۴-وکیل در محاکمه، وکیل در قبض حق نیست مگر این که قراین دلالت بر آن نماید و همچنین وکیل در اخذ حق، وکیل در مرافعه نخواهد بود.
- ماده ۶۶۵-وکالت در بیع وکالت در قبض ثمن نیست مگر این که قرینهٔ قطعی دلالت بر آن کند.

### مبحث دوم – در تعهدات وکیل
- ماده ۶۶۶-هر گاه از تقصیر وکیل خسارتی به موکل متوجه شود که عرفاً وکیل مسبب آن محسوب می‌گردد مسئول خواهد بود.
- ماده ۶۶۷-وکیل باید در تصرفات و اقدامات خود مصلحت موکل را مراعات نماید و از آنچه که موکل بالصراحه به او اختیار داده یا بر حسب قرائن و عرف و عادت داخل اختیار اوست، تجاوز نکند.[۱۲]
- ماده ۶۶۸-وکیل باید حساب مدت وکالت خود را به موکل بدهد و آنچه را که به جای او دریافت کرده‌است به او رد کند.
- ماده ۶۶۹-هر گاه برای انجام یک امر، دو یا چند نفر وکیل معین شده باشد هیچ‌یک از آن‌ها نمی‌تواند بدون دیگری یا دیگران دخالت در آن امر بنماید مگر این که هر یک مستقلاً وکالت داشته باشد، در این صورت هر کدام می‌تواند به تنهایی آن امر را به جا آورد.
- ماده ۶۷۰-در صورتی که دو نفر به نحو اجتماع، وکیل باشند به موت یکی از آن‌ها وکالت دیگری باطل می‌شود.
- ماده ۶۷۱-وکالت در هر امر، مستلزم وکالت در لوازم و مقدمات آن نیز هست مگر این که تصریح به عدم وکالت باشد.
- ماده ۶۷۲-وکیل در امری نمی‌تواند برای آن امر به دیگری وکالت دهد مگر این که صریحاً یا به دلالت قرائن، وکیل در توکیل باشد.
- ماده ۶۷۳-اگر وکیل که وکالت در توکیل نداشته، انجام امری را که در آن وکالت دارد به شخص ثالثی واگذار کند هر یک از وکیل و شخص ثالث در مقابل موکل نسبت به خساراتی که مسبب محسوب می‌شود مسئول خواهد بود.

### مبحث سوم – در تعهدات موکل
- ماده ۶۷۴-موکل باید تمام تعهداتی را که وکیل در حدود وکالت خود کرده‌است، انجام دهد. در مورد آنچه که در خارج از حدود وکالت انجام داده‌است موکل هیچ گونه تعهد نخواهد داشت مگر این که اعمال فضولی وکیل را صراحتاً یا ضمناً اجازه کند.
- ماده ۶۷۵-موکل باید تمام مخارجی را که وکیل برای انجام وکالت خود نموده‌است و همچنین اجرت وکیل را بدهد مگر این که در عقد وکالت، طور دیگر مقرر شده باشد.
- ماده ۶۷۶-حق‌الوکالهٔ وکیل تابع قرارداد بین طرفین خواهد بود و اگر نسبت به حق‌الوکاله یا مقدار آن قرارداد نباشد تابع عرف و عادت است و اگر عادت مسلمی نباشد وکیل مستحق اجرت‌المثل است.
- ماده ۶۷۷-اگر در وکالت، مجانی یا با اجرت بودن آن تصریح نشده باشد محمول بر این است که با اجرت باشد. مبحث چهارم – در طرق مختلفه انقضای وکالت
- ماده ۶۷۸-وکالت به طرق ذیل مرتفع می‌شود: ۱- به عزل موکل ؛۲- به استعفا ی وکیل؛ ۳- به موت یا جنون وکیل یا موکل.
- ماده ۶۷۹-موکل می‌تواند هر وقت بخواهد وکیل را عزل کند مگر این که وکالت وکیل یا عدم عزل در ضمن عقد لازمی شرط شده باشد.
- ماده ۶۸۰-تمام اموری که وکیل قبل از رسیدن خبر عزل به او در حدود وکالت خود بنماید نسبت به موکل نافذ است.
- ماده ۶۸۱-بعد از این که وکیل استعفا داد مادامی که معلوم است موکل به اذن خود باقی است می‌تواند در آنچه وکالت داشته اقدام کند.
- ماده ۶۸۲-محجوریت موکل موجب بطلان وکالت می‌شود مگر در اموری که حجر، مانع از توکیل در آن‌ها نمی‌باشد و همچنین است محجوریت وکیل مگر در اموری که حجر مانع از اقدام در آن نباشد.
- ماده ۶۸۳-هر گاه متعلق وکالت از بین برود یا موکل عملی را که مورد وکالت است خود انجام دهد یا به‌طور کلی عملی که منافی با وکالت وکیل باشد به جا آورد مثل این که مالی را که برای فروش آن وکالت داده بود خود بفروشد وکالت منفسخ می‌شود.[۱۳][۱۴]

## نقش وکالت در توسعه اقتصادی
توسعه اقتصادی عبارتست از رشد همراه با افزایش ظرفیت‌های تولیدی اعم از ظرفیت‌های فیزیکی، انسانی و اجتماعی. در توسعه اقتصادی، رشد کمی تولید حاصل خواهد شد اما در کنار آن، نهادهای اجتماعی نیز متحول خواهند شد، نگرش‌ها تغییر خواهد کرد، توان بهره‌برداری از منابع موجود به صورت مستمر و پویا افزایش مییابد و هر روز نوآوری جدیدی انجام خواهد شد. در توسعه اقتصادی افزایش ظرفیتهای تولیدی محدود به تولید اقلام و لوازم مصرفی نیست بلکه افزایش توان تولید علم نیز از شاخصههای موثر در آن به شمار میآید. توسعه حد و مرز و سقف مشخصی ندارد بلکه بدلیل وابستگی آن به انسان، پدیده‌ای کیفی است که هیچ محدودیتی ندارد. (برخلاف رشد اقتصادی که کاملاً کمی است)